# Thomas Brock (Bildhauer)

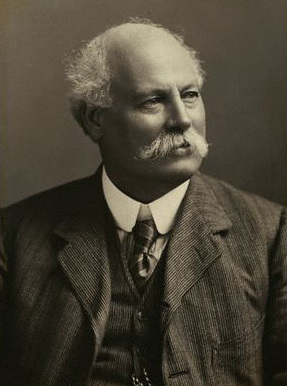
Sir Thomas Brock, ca. 1903

Thomas Brock (* 1. März 1847 in Worcester, England; † 22. August 1922 in London) war ein britischer Bildhauer und Medailleur.

## Leben
Thomas Brock wurde 1847 in Worcester geboren. Er war der Sohn eines Malers und Dekorateurs. Seine künstlerische Ausbildung begann er an der Government School of Design in Worcester. Anschließend absolvierte er eine Lehre als Modelleur bei den Worcester Royal Porcelain Works. 1866 zog er nach London, wo er Schüler des Bildhauers John Henry Foley wurde. Nach Foleys Tod 1874 vollendete Brock mehrere seiner Aufträge, darunter das Denkmal für Daniel O’Connell in Dublin und eine große Reiterstatue für Lord Canning in Kolkata. Brock war eng mit dem Künstler Frederic Leighton befreundet, dessen Betonung von Realismus und Naturalismus in der Bildhauerei Brock beeinflusste. Dies führte dazu, dass Brock Teil der sogenannten New-Sculpture-Bewegung wurde.

## Werk

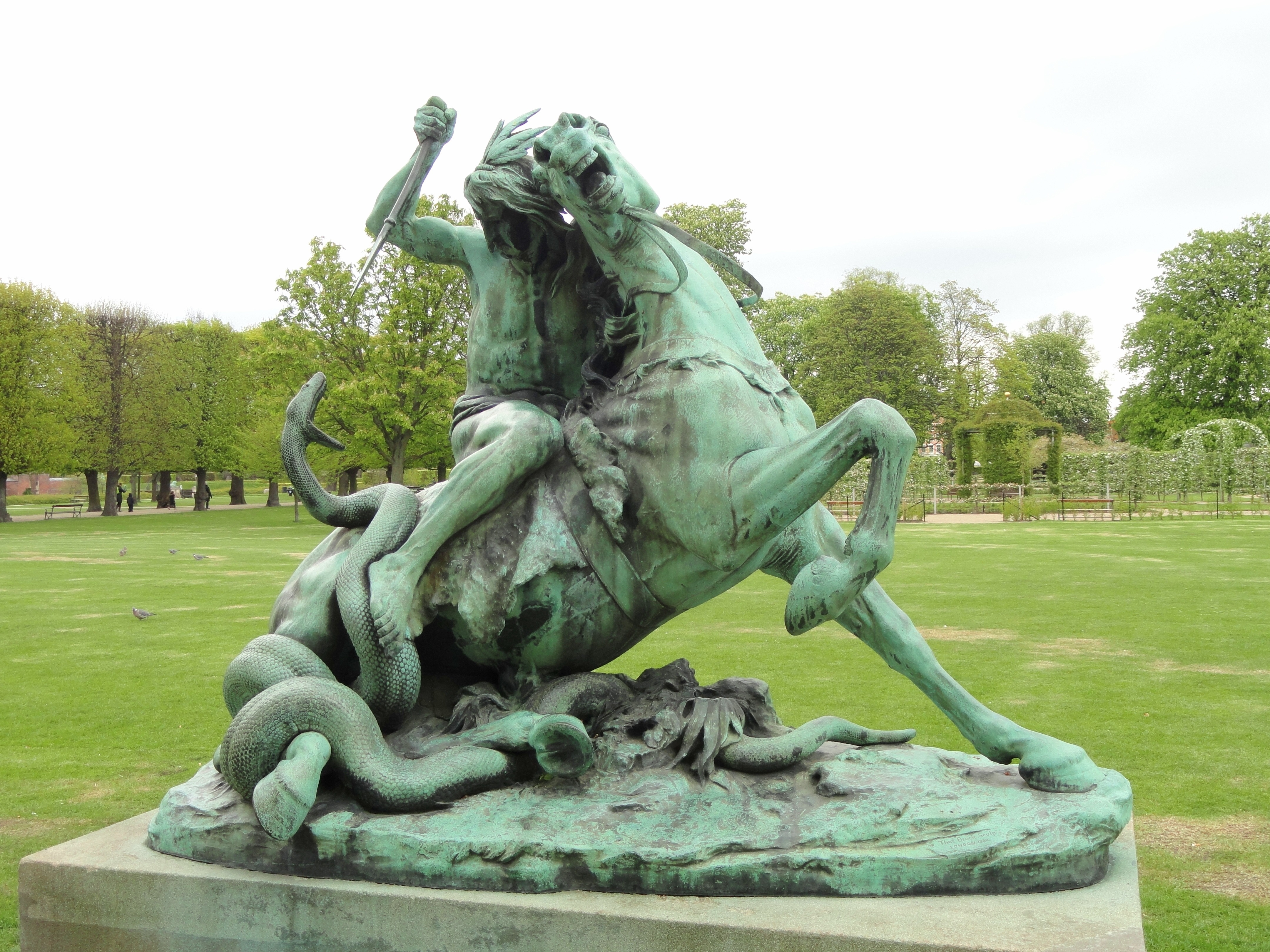
Moment of Peril (1881) von Thomas Brock. – Die Bronzegruppe zeigt einen amerikanischen Ureinwohner, der sich anschickt, eine riesige, muskulöse Python zu töten, die sich um das Hinterteil seines Reittiers geschlungen hat und ihren Kopf hebt, um den Reiter selbst zu töten. Das Werk ist Teil der Chantrey-Sammlung der Tate, befindet sich aber im Garten von Brocks engem Freund Frederick Leighton im Leighton House in Kensington. – Hier die Nachbildung im Kongens Have (Königsgarten), einem öffentlichen Park im Zentrum von Kopenhagen.

Thomas Brock ist bekannt für die Schaffung mehrerer großer öffentlicher Skulpturen und Denkmäler in Großbritannien und im Ausland im späten 19. und frühen 20. Jahrhundert. Sein bekanntestes Werk ist das Victoria Memorial vor dem Buckingham Palace in London. Weitere bedeutende Werke sind die Neugestaltung des Bildnisses von Königin Victoria auf britischen Münzen, die massive bronzene Reiterstatue von Edward, dem Schwarzen Prinzen, auf dem City Square in Leeds und die Vollendung der Statue von Prinz Albert am Albert Memorial.